# Neus Català i Pallejà
Neus Català i Pallejà   (els Guiamets, 6 d'octubre de 1915 - els Guiamets, 13 d'abril de 2019) va ser una militant comunista i activista antifeixista catalana, membre de les Joventuts del Partit Socialista Unificat de Catalunya (PSUC) durant la Guerra Civil espanyola. Va ser la penúltima supervivent catalana viva del camp de concentració nazi de Ravensbrück.

## Biografia
Neus Català va néixer el 6 d'octubre de 1915 als Guiamets, a la comarca del Priorat, tot i que la seva padrina la registrà com a nascuda el 15 de juny. Aquesta segona data es va considerar de caràcter oficial i va ser presa per celebrar el centenari del seu naixement. Es diplomà en infermeria l'any 1937, i al començament de la Guerra Civil es va traslladar a Barcelona. L'any 1939, va travessar la frontera francesa amb 182 nens orfes de la colònia Las Acacias de Premià de Dalt, els anomenats «nens de Negrín», que estaven al seu càrrec. A França col·laborà, juntament amb el seu marit, l'occità Albert Roger, en activitats de la Resistència: a casa seva centralitzà la recepció i transmissió de missatges, armes i documentació, i allotjà refugiats polítics. El 1943 un apotecari de Sarlat la denuncià a les autoritats nazis, que la van detenir, juntament amb el seu marit. Reclosa i torturada a Llemotges, l'any 1944 fou deportada a Ravensbrück, on va coincidir amb Maria del Carme Gardell García, Sabina Bartolí Gardell, Alfonsina Bueno Vela i moltes catalanes.  Va ser obligada a treballar en la indústria de l'armament i formà part de l'anomenat «comando de les gandules», un grup de dones que boicotejava l'elaboració de les armes que es fabricaven a Holleischen, una fàbrica que depenia del camp de Flossenbürg. Gràcies al sabotatge inutilitzaren uns 10 milions de bales i espatllaren nombroses màquines de fabricació d'armament.
Després del seu alliberament, tornà a França, on seguí duent a terme la seva lluita clandestina contra el franquisme. Visqué a Sarcelles, prop de París, i presidí l'Amical de Ravensbrück. En paral·lel va continuar la seva militància de Comunistes de Catalunya, partit que li va entregar el carnet número 1 com a reconeixement a la seva trajectòria militant i va ser nomenada membre d'honor del Comitè Central (havia sigut anteriorment militant del partit predecessor d'aquest, el Partit dels i les Comunistes de Catalunya), Esquerra Unida i Alternativa (EUiA) i la Fundació Pere Ardiaca, de la qual fou sòcia d'honor.
El seu fons personal es troba dipositat al CRAI Biblioteca del Pavelló de la República de la Universitat de Barcelona. Consta de documents sobre la Guerra Civil, l'Alemanya nazi, la II Guerra Mundial a Polònia i França, documents sobre dones espanyoles i catalanes a la resistència, i també sobre els camps de concentració.
El 2023, es va fundar en honor seu la Fundació Neus Català, amb seu a Barcelona.

## Reconeixements

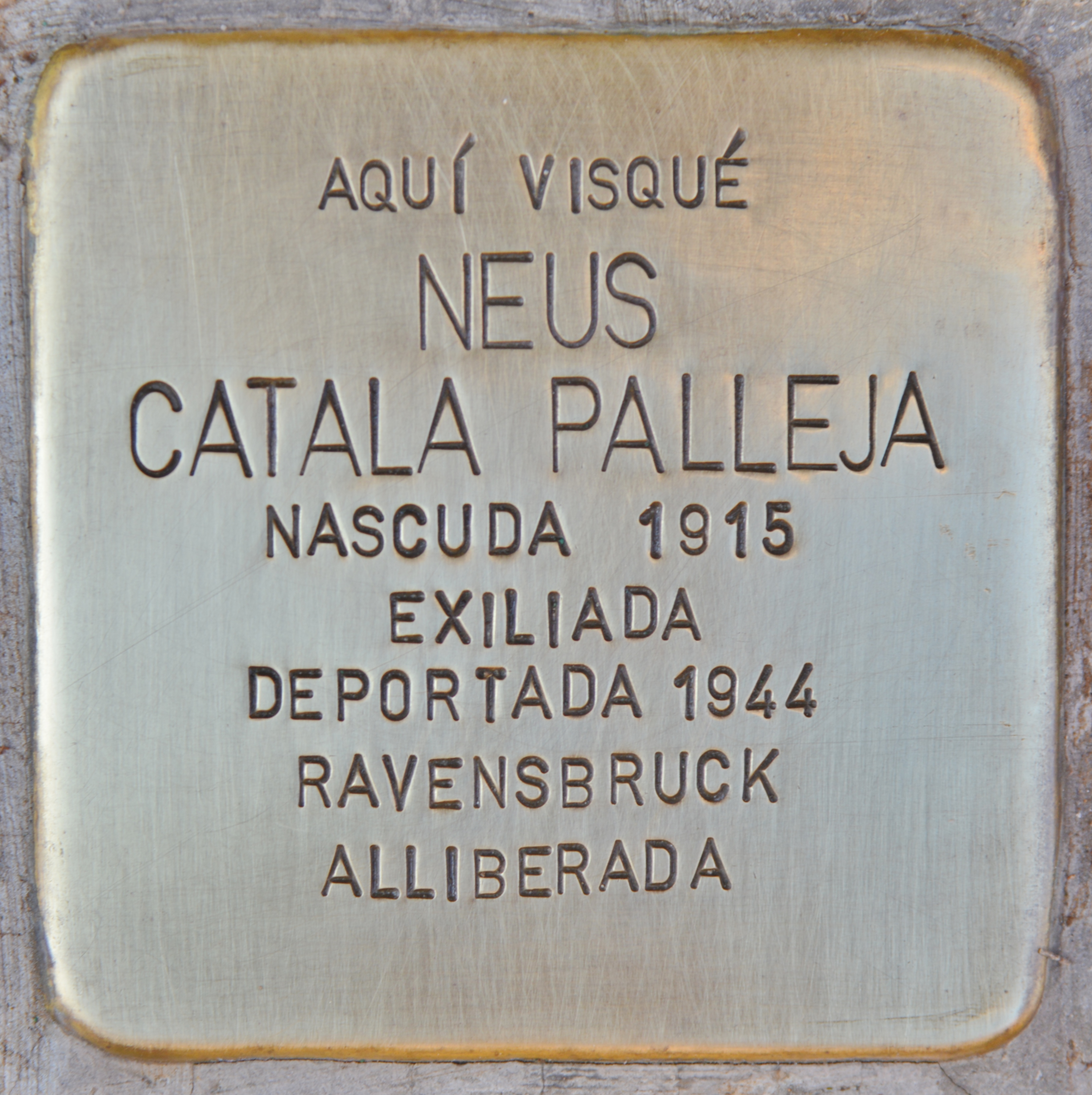
Stolperstein per Neus Català a Els Guiamets, col·locat el 2018

### Creu de Sant Jordi i medalles
La Generalitat de Catalunya la guardonà amb la Creu de Sant Jordi el 2005 i, posteriorment, fou escollida Catalana de l'Any 2006 per la seva tasca de defensa de la memòria de les més de 92.000 dones que van morir a Ravensbrück. L'any 2006 també va rebre el Premi l'Alternativa, que lliura Esquerra Unida i Alternativa. Als 99 anys, el 29 d'octubre de 2014 rep, per part de l'Ajuntament de Barcelona, la Medalla d'Or al Mèrit Cívic en reconeixement de la seva tasca de preservació de la memòria històrica, la lluita antifeixista i la defensa dels drets de les dones. L'any 2015 va rebre la Medalla d'Or de la Generalitat de Catalunya, per la seva lluita per la justícia i per les llibertats democràtiques, la memòria dels deportats i deportades en els camps d'extermini nazi, i la defensa dels drets humans.

### Medalla de París i carrer
El 2019, per votació del Consell de París del febrer del mateix any, la Ciutat de París li va atorgar la Medalla Gran Vermell, la màxima distinció de la capital francesa. El juliol, el mateix Consell de París va votar, per unanimitat de tots els grups polítics, la creació d'un carrer en la seva memòria. El 3 d'octubre de 2019, dins els actes del 75è aniversari de l'alliberament de París, va ser inaugurat l'allée de Neus Català.

### Carrers, places i altres espais a Catalunya amb el seu nom
A Catalunya, nombroses localitats han retut homenatge a la figura de Neus Català dedicant-li un carrer, com ara Badalona (des del 2021), Gavà (2019), Ginestar, Lleida (2021), Montblanc (2018), Os de Balaguer, Premià de Mar (Gran Via de), Roquetes (2021), Sant Adrià de Besòs, Sant Quintí de Mediona, Tarragona, etc.
També hi ha mantes places dedicades a ella, a Almenar (des de 2019), Amposta (2016), Caldes de Montbui (2021), Castelldefels, Falset (2022), Manresa (2023), Rubí (2021), i Sant Antoni de Vilamajor (2019).
A part de carrers i places, s'han dedicat a ella també rotondes, espais, murals, biblioteques, sales i instituts que ara porten el seu nom, a banda de tenir una fundació dedicada a la seva persona.

## Any Neus Català

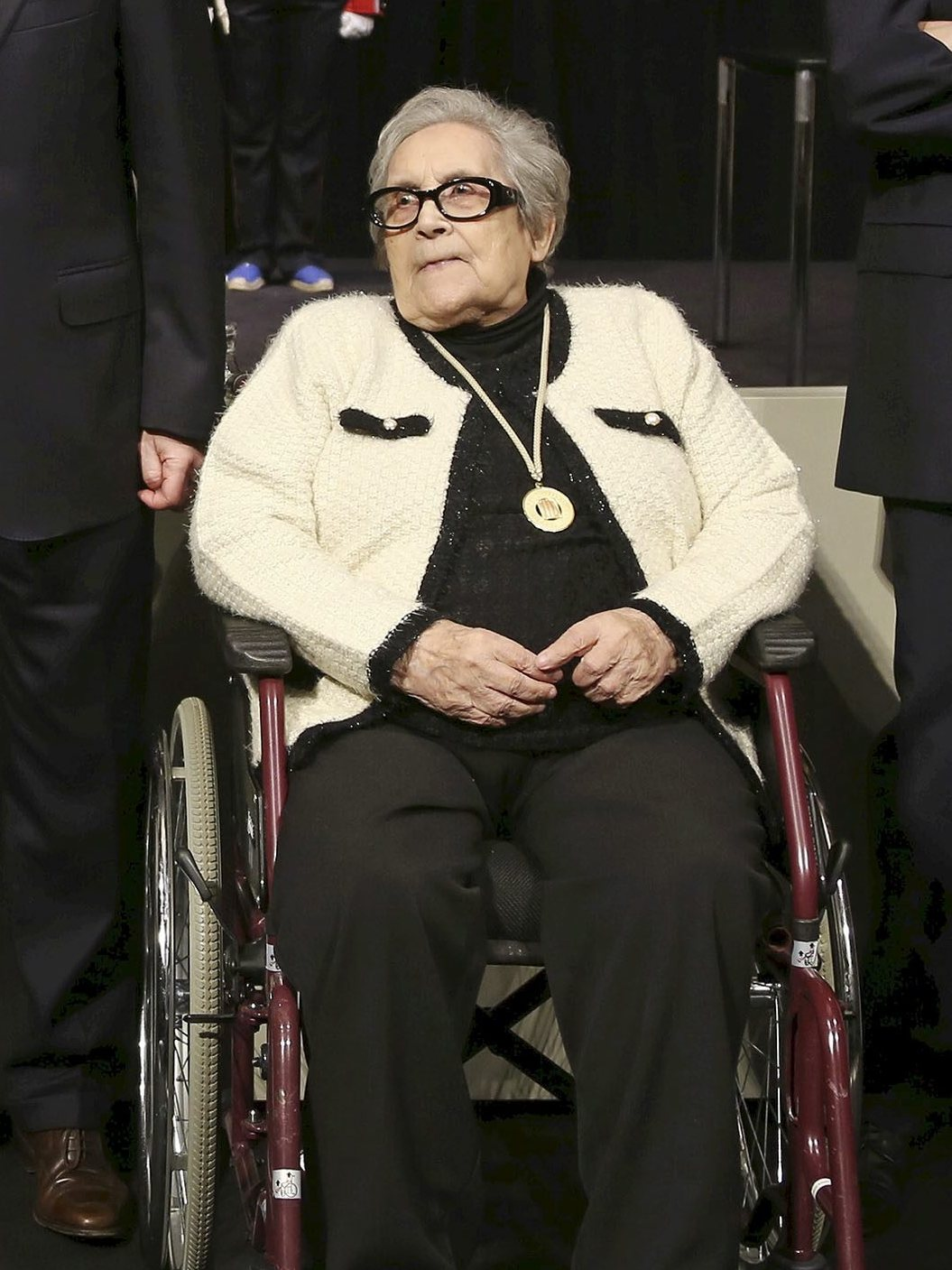
Neus Català el 2015, l'any del seu centenari, quan va rebre la Medalla d'Or de la Generalitat de Catalunya

Catalunya dedicà el 2015 a Neus Català, l'any del seu centenari, quan era l'última persona de l'estat que va sobreviure al camp d'extermini de Ravensbrück. El tret de sortida de l'Any Neus Català fou l'1 d'abril de 2015, després de rebre el 9 de març la Medalla d'Or de la Generalitat de Catalunya. Amb aquesta commemoració es va retre un reconeixement per extensió a totes les persones que van patir les conseqüències de la guerra i la dictadura franquista i l'internament en camps de presoners i d'extermini. “Neus Català és una dona forta i solidària, una lluitadora antifeixista, una supervivent dels camps d'extermini nazis i un referent i un testimoni de totes les dones que van lluitar en la Guerra Civil i en la Segona Guerra mundial”, va destacar la consellera de Benestar Social i Família, Neus Munté, en l'acte de presentació.
La celebració de l'Any Neus Català fou coordinada per l'Institut Català de les Dones i hi col·laboraren l'Ajuntament de Barcelona, l'Ajuntament dels Guiamets, Amical de Ravensbrück, Associació Art Plural, les biblioteques de la Generalitat de Catalunya, les Comunitats Catalanes a l'Exterior, el Consell Comarcal del Priorat, el Consorci per a la Normalització Lingüística, la Corporació Catalana de Mitjans Audiovisuals, el Departament d'Ensenyament, la Filmoteca de Catalunya, la Fundació l'Alternativa, la Fundació Cassià, la Fundació Pere Ardiaca, la Institució de les Lletres Catalanes, el Memorial Democràtic, el Museu d'Història de Catalunya, Sàpiens Publicacions, la Secretaria General del Departament de la Presidència i VicDones-SIAD Osona. Per commemorar l'Any Neus Català hi hagué tota una sèrie d'activitats, que inclogueren conferències, exposicions, homenatges, tertúlies literàries i projeccions de documentals, entre d'altres.